# Choisir (revue)
Pour les articles homonymes, voir Choisir.
Choisir sous titré « revue culturelle » est une revue mensuelle jésuite culturelle suisse fondée en 1959.

## Historique
Choisir est fondée en novembre 1959. En 1981, la revue Choisir publie une étude non-signée (mais écrite par Pierre Emonet) sur l'Opus Dei. Albert Longchamp, alors directeur, se voit sommé, sur demande du Secrétaire d'État du Vatican, de ne plus s'exprimer en public à ce sujet, une interdiction qui ne sera levée qu'en 2003.

## Personnalités
- Albert Longchamp

## Participants
- Pierre-Henri Simon
- Georges Haldas
- Gonzague de Reynold
- Pierre de Boisdeffre
- Jean Delumeau

## Collaborateurs réguliers
- Yves Congar
- Roger Schütz
- Wilhelm Vissert't Hof
- Lukas Vischer
- Karl Rahner
- Leonardo Boff
- Franz Böckle
- Maurice Zundel
- Émile Rideau
- Gustave Martelet
- Gabriel Marcel
- Wilhelm de Vries